# 한복 (삼국지)
한복(韓馥, ? ~ ?)은 중국 후한 말의 정치인이다. 자는 문절(文節)이며 예주 영천군 사람이다. 격동의 시대에 기주목이 되어 불안 속에 살았다. 주목 지위는 원소의 압박에 굴복하여 넘겨주었고 생은 자살로 마감하였다.

## 생애

### 격변 속의 기주
어사중승(御史中丞)을 지냈다. 189년(중평 6년), 동탁이 조정을 장악하였다. 한복은 상서(尙書)로 근무하고 있었는데 이부상서(吏部尙書) 주비와 상서랑(尙書郞) 허정에 의해 기주목에 올랐다. 기주는 인구도 많고 군량도 풍족한 곳이었다. 발해태수 원소가 자신을 엎을까 두려워 항시 부발해종사(部勃海從事)로 하여금 동요를 막게 했다.
동군태수 교모가 삼공이 전한 이서(移書, 공문서의 일종)인 척 꾸며 각 주군에 돌렸다. 내용은 동탁의 죄악을 나열한 후 스스로는 구할 수 없으니 의병을 일으켜 나라의 환난을 해소해주길 바란다는 것이었다. 한복이 종사(從事)들에게 “시방 원소를 도와야 하오? 동탁을 도와야 하오?”라고 물었다. 치중종사(治中從事) 유자혜가 “나라를 위해 의군이 일어나는데 무슨 원소니 동탁이니 합니까!”라고 답하자 한복도 말이 잘못되었음을 깨닫고 부끄러워하였다. 유자혜가 조언하기를, “전쟁은 흉한 일이니 머리가 되서는 안 됩니다. 각지를 주시해 봉기하는 이가 있거든 그때 함께하십시오. 기주는 다른 곳보다 약하지 않으니 남들의 공이 기주보다 높지 않을 것입니다.”라고 하였다. 한복이 옳게 여겨 원소에게 동탁을 비난하는 편지를 써 보내고 그 거병을 용인하였다.

### 거친 생각과 불안
190년(초평 원년), 반동탁 연합군이 원소를 맹주로 궐기하였다. 한복도 이에 참여하였다. 원소와 하내태수 왕광이 하내군에 주둔했고 한복은 위군 업현에서 군량을 조달했다. 동탁은 원소의 숙부 원외 등 수도에 남아있던 원소의 일족을 몰살했다. 안 그래도 호걸들이 원소에게 모여들었는데 그 집안에 재앙까지 덮치니 저마다 복수하겠다며 들고일어났다. 한복은 인심이 원소에게 쏠리는 것을 걱정해 보급을 줄임으로써 흩어지게 하려 했다.
연주자사 유대가 유자혜에게 서신을 써 보내기를, ‘동탁은 무도하여 공공의 적이라 죽음이 얼마 남지 않았으니 우려할 필요가 없다. 단지 동탁 사후에는 회군해 한복을 토벌해야 한다. 강병을 끼고도 흉역하니 어찌 이대로 둘 수 있겠는가’라 하였다. 두려워진 한복은 유자혜에게 책임을 덮어씌워 참하려 했으나 별가종사(別駕從事) 경무 등이 유자혜 위로 엎드리며 같이 죽겠다고 하는 바람에 그러지 못하였다. 대신 도형(徒刑)에 처해 자의(赭衣, 죄수가 입는 적갈색 옷)를 입고 관청 문 밖을 쓸게 하였다.
유주목 유우를 황제로 세울 것을 원소와 모의하였다. 191년, 유우 옹립을 시도하였다. 명분은 헌제가 어리고 동탁의 억압을 받는데 멀리까지 가버려 존부조차 알 수 없다는 것이었다. 전 낙랑태수 장기(張岐) 등을 유우에게 보내 존호(尊號)를 올렸으나 유우가 완강히 거부하였다. 한복 등은 유우가 영상서사(領尙書事)라도 맡아 황제의 관작 수여 권한을 대행해주기를 바랐으나 역시 거절당했다.

### 원소의 모략
수하인 국의가 반란하였다. 한복을 원망하던 원소는 국의와 결합하였다. 안평군(安平郡)에서는 공손찬에게 패하였다. 공손찬이 겉으로는 동탁을 정벌하겠다며 남하했는데 실은 원소의 사주를 받아 한복을 습격하려던 것이었다. 동탁은 전해에 천도했던 장안으로 돌아간 참이었다. 원소가 연진(延津)으로 군을 돌렸다. 한복이 겁을 먹었다.
장도, 곽도, 순심과 원소의 생질 고간 등이 말하길, “공손찬이 승세를 타고 남진해 여러 군이 호응하는데 원소마저 동진하고 있습니다. 그 의도를 알 수는 없지만 외람되게도 장군이 위험한 것 같습니다.”라 하였다. 그 대책을 고민하는 한복에게 순심이 다음의 세 가지, ‘천하가 귀부하는 너그러운 포용력’, ‘책략을 짜내 결단하는 지혜와 용기’, ‘대대로 베푼 가문의 은덕’이 원소만 하냐고 물었다. 한복은 모두 아니라고 하였다. 순심의 설득이 이어졌다.
“장군의 자질은 세 가지나 원소보다 못한데도 오래도록 그 위에 있었습니다. 원소는 한 시대의 영걸이라 필시 장군의 아래에만 있지는 않을 겁니다. 공손찬은 공손찬대로 연(燕)과 대(代) 땅의 병졸을 끌고 와 그 예봉을 감당하기 어렵습니다. 천하의 주요 기반인 기주를 취하고자 원소와 공손찬이 힘을 합쳐 성 밑에 이르기라도 한다면 장군의 멸망은 서서 기다려도 될 만큼 순식간일 것입니다. 원소는 장군의 옛 친구이자 같은 반동탁 동맹입니다. 지금으로선 원소에게 기주를 넘겨주는 것만한 계책이 없습니다. 틀림없이 장군은 우대받고 공손찬은 원소와 다툴 수 없습니다. 장군은 유능한 자에게 자리를 양보했다는 명성을 얻게 될 뿐만 아니라 그 몸은 태산보다도 평안할 것입니다.”

### 여러 만류에도 불구하고
장사(長史) 경무, 별가(別駕) 민순, 기도위 저수, 치중(治中) 이력(李歷) 등이 반대하기를, “기주가 못나도 갑옷을 두른 이가 백만이고 곡식은 10년을 버틸 수 있습니다. 원소는 오갈 데 없이 궁지에 몰린 처지로 우리의 콧김만 바라보고 있습니다. 이는 품 안의 젖먹이와도 같아 젖만 안 줘도 바로 굶겨 죽일 수 있습니다.”라 하였다. 한복은 “나는 원씨의 옛 관리였고 재주도 원소만 못하오. 덕망을 헤아려 양보하는 것은 옛사람들도 귀히 여겼는데 어찌 여러분만이 저어하는가?”라며 순심의 권고를 받아들이려 하였다.
강노(強弩) 병사 만 명을 거느리고 맹진(孟津)에 주둔하던 종사 조부와 정환이 급히 복귀해 간언하기를, “원소군은 한 말[斗]의 양식도 없어 흩어지기 직전이며 장양과 어부라가 새롭게 합세했어도 선뜻 쓰지는 못하니 상대가 되지 않습니다. 우리가 열흘만 수비해도 원소군은 지반이 무너지고 기와가 깨지듯 박살날 것입니다.[토붕와해, 土崩瓦解] 명장군께서는 베개를 높여 편히 계시기만 하면 되는데 무엇을 염려하고 무엇을 무서워합니까!”라고 하였다. 그럼에도 한복은 기어이 직위에서 물러나 조충의 옛 집으로 갔다. 인수(印綬)는 아들에게 주어 여양현(黎陽縣)의 원소한테 전하게 하였다. 이때가 7월이었다.

### 기주 양도 후의 말로
원소가 황제의 인사권을 편의행사해 한복을 분위장군(奮威將軍)에 임명했다. 다만 실제로 지휘할 군사가 있는 것은 아니었다. 하내군 사람 주한(朱漢)은 원소의 도관종사(都官從事)가 되었는데 이전에 한복에게 냉대를 받아 원한을 품고 있었다. 더구나 원소의 마음에도 들고 싶어 멋대로 성곽의 군병들을 인솔해 한복의 집으로 쳐들어갔다. 한복은 누(樓) 위로 피했으나 큰 아이가 맞아서 두 다리가 부러졌다. 원소는 즉시 주한을 잡아 죽였다. 한복은 원소가 자신을 해칠까 근심해 이별을 고하고 진류태수 장막에게 의탁하였다. 그 후, 원소가 장막에게 사자를 파견했는데 상의할 것이 있다며 서로 귓속말하였다. 그 자리에 있던 한복은 자신을 제거할 논의를 하는 것이라 생각해 측간으로 가 서도(書刀)로 자살하였다.

## 일화
겹 햇무리가 일어났을 때 한복이 원술에게 ‘흉한 일은 대군(代郡)에서 나왔습니다.’라고 쓴 편지를 부쳤다.

## 삼국지연의
사서가 아닌 소설 《삼국지연의》에서는 제5회에 반동탁 연합군의 제2진으로 첫 등장한다. 사수관 전투에서 가공의 부하 반봉(潘鳳)이 화웅에게 당한다. 제7회, 원소가 공손찬을 부추겨 한복을 치게 한다. 한복은 모사인 순심, 신평의 진언에 따라 기주를 원소에게 넘기기로 한다. 경무의 간언은 수용하지 않는다. 원소는 한복의 권력을 모조리 빼앗는다. 뒤늦게 후회한 한복이 필마로 장막에게 의탁하는 것을 끝으로 더 이상 등장하지 않는다.

## 섬긴 사람들
| - 경무 - 국의 - 민순 - 심배 - 유자혜 - 이력(李歷) | - 장합 - 저수 - 전풍 - 정환 - 조부 |

## 같이 보기
- 삼국지 인물 목록

## 참고 문헌
- 범엽, 《후한서》74권上 열전 제64上 원소유표전上 원소전上
- 진수, 《삼국지》6권 위서 제6 동이원유전 원소전